# UAE Team Emirates/2018
Deze pagina geeft een overzicht van de UAE Team Emirates-wielerploeg in 2018.

## Algemeen
Teammanager: Carlo Saronni
Ploegleiders: Joxean Fernández, Marco Marzano, Philippe Mauduit, Simone Pedrazzini, Daniele Righi, Marco Scirea, Bruno Vicino

## Renners
| Naam                   | Geboortedatum | Nationaliteit                | Ploeg 2017                |
| ---------------------- | ------------- | ---------------------------- | ------------------------- |
| Fabio Aru              | 03-07-1990    | Italië                       | Astana Pro Team           |
| Anass Aït El Abdia     | 21-03-1993    | Marokko                      |                           |
| Darwin Atapuma         | 15-01-1988    | Colombia                     |                           |
| Matteo Bono            | 11-11-1983    | Italië                       |                           |
| Sven Erik Bystrøm      | 21-01-1992    | Noorwegen                    | Katjoesja-Alpecin         |
| Simone Consonni        | 12-09-1994    | Italië                       |                           |
| Valerio Conti          | 30-03-1993    | Italië                       |                           |
| Rui Costa              | 05-10-1986    | Portugal                     |                           |
| Kristijan Đurasek      | 26-07-1987    | Kroatië                      |                           |
| Roberto Ferrari        | 09-03-1983    | Italië                       |                           |
| Filippo Ganna          | 25-07-1996    | Italië                       |                           |
| Alexander Kristoff     | 05-07-1987    | Noorwegen                    | Katjoesja-Alpecin         |
| Vegard Stake Laengen   | 07-02-1989    | Noorwegen                    |                           |
| Marco Marcato          | 11-02-1984    | Italië                       |                           |
| Daniel Martin          | 20-08-1986    | Ierland                      | Quick-Step Floors         |
| Yousif Mirza           | 08-10-1988    | Verenigde Arabische Emiraten |                           |
| Manuele Mori           | 09-08-1980    | Italië                       |                           |
| Przemysław Niemiec     | 11-04-1980    | Polen                        |                           |
| Simone Petilli         | 04-05-1993    | Italië                       |                           |
| Jan Polanc             | 06-10-1992    | Slovenië                     |                           |
| Edward Ravasi          | 05-06-1994    | Italië                       |                           |
| Aljaksandr Raboesjenka | 12-10-1995    | Wit-Rusland                  | stagiair vanaf 01-08-2017 |
| Rory Sutherland        | 08-02-1982    | Australië                    | Movistar Team             |
| Ben Swift              | 05-11-1987    | Verenigd Koninkrijk          |                           |
| Oliviero Troia         | 01-09-1994    | Italië                       |                           |
| Diego Ulissi           | 15-07-1989    | Italië                       |                           |

### Stagiairs
Vanaf 1 augustus 2018
| Naam            | Geboortedatum | Nationaliteit | Vorige ploeg                 |
| --------------- | ------------- | ------------- | ---------------------------- |
| Andrea Bagioli  | 23-03-1999    | Italië        | -                            |
| Alessandro Covi | 28-09-1998    | Italië        | -                            |
| Nicolás Tivani  | 31-10-1995    | Argentinië    | Trevigiani Phonix-Hemus 1896 |

### Vertrokken
| Naam            | Geboortedatum | Nationaliteit | Ploeg 2018                |
| --------------- | ------------- | ------------- | ------------------------- |
| Andrea Guardini | 12-06-1989    | Italië        | Bardiani CSF              |
| Marko Kump      | 09-09-1988    | Slovenië      | CCC Sprandi Polkowice     |
| Louis Meintjes  | 21-02-1992    | Zuid-Afrika   | Team Dimension Data       |
| Sacha Modolo    | 19-06-1987    | Italië        | EF Education First-Drapac |
| Matej Mohorič   | 19-10-1994    | Slovenië      | Bahrain-Merida            |
| Federico Zurlo  | 25-02-1994    | Italië        | MsTina-Focus              |

## Belangrijkste overwinningen
| Ronde van Oman 6e etappe: Alexander Kristoff Ronde van Abu Dhabi 1e etappe: Alexander Kristoff Eschborn-Frankfurt Winnaar: Alexander Kristoff GP Kanton Aargau Alexander Kristoff Critérium du Dauphiné 5e etappe: Daniel Martin | Ronde van Slovenië 1e etappe: Simone Consonni Ronde van Zwitserland 5e etappe: Diego Ulissi Ronde van Frankrijk 6e etappe: Daniel Martin 21e etappe: Alexander Kristoff | Nationale kampioenschappen wielrennen Noorwegen - wegwedstrijd: Vegard Stake Laengen |  |

Mannen:1991 · 1992 · 1993 · 1994 · 1995 · 1996 · 1997-1998 · 1999 · 2000 · 2001 · 2002 · 2003 · 2004 · 2005 · 2006 · 2007 · 2008 · 2009 · 2010 · 2011 · 2012 · 2013 · 2014 · 2015 · 2016 · 2017 · 2018 · 2019 · 2020 · 2021 · 2022 · 2023 · 2024 · 2025
Vrouwen:2022 · 2023 · 2024 · 2025
AG2R-La Mondiale · Astana Pro Team · Bahrain-Merida · BMC Racing Team · BORA-hansgrohe · Groupama-FDJ · Lotto Soudal · Mitchelton-Scott · Movistar Team · Quick-Step · Team Dimension Data · Team EF Education First-Drapac p/b Cannondale · Team Katjoesja Alpecin · Team LottoNL-Jumbo · Team Sky · Team Sunweb · Trek-Segafredo · UAE Team Emirates